# يائير كلافيهو
يائير كلافيهو (بالإسبانية: Yair Clavijo)‏ هو لاعب كرة قدم بيروفي في مركز قلب الدفاع، ولد في 4 يناير 1995 في ليما في بيرو، وتوفي في 21 يوليو 2013 في إقليم كوسكو في بيرو. لعب مع نادي سبورتينغ كريستال.